# Temmincks specht
Temmincks specht (Yungipicus temminckii synoniem: Dendrocopos temminckii) is een kleine soort specht uit de familie (Picidae). 

## Taxonomie
De vogel werd in 1849 door de Franse vogelkundige Alfred Malherbe geldig beschreven. Hij vernoemde hem naar de Nederlandse zoöloog Coenraad Temminck (1778-1858).

## Beschrijving
Temmincks specht behoort samen met de Filipijnse specht (Y. maculatus) en suluspecht (Y. ramsayi) tot een groepje van drie soorten sterk op elkaar lijkende kleine spechten van ca. 14 cm lengte die samen een zogenaamde supersoort vormen.

## Leefgebied en status
Deze soort is endemisch op Sulawesi en de eilanden Togian en Buton. De Temmincks specht komt voor in vochtige tropische bossen zowel in laag- als heuvelland. De vogelsoort wordt niet bedreigd in zijn voortbestaan.